# Fleischmannia
Fleischmannia es un género de plantas con flores perteneciente a la familia Asteraceae. Tiene 118 especies descritas y  solo 89 aceptadas.
Es nativa de América del Sur, América Central y América del Norte, con algunas especies que se encuentran tan al norte como Virginia e Illinois.
Fleischmannia está en la tribu Eupatorieae y, como tal, tiene flores con disco floral y no  rayos florales. Dentro de esa tribu  está  estrechamente relacionada con Conoclinium y Ageratum.

## Especies seleccionadas
- Fleischmannia aequinoctialis
- Fleischmannia harlingii
- Fleischmannia lloensis
- Fleischmannia obscurifolia
- Fleischmannia pycnocephala[6]